# Luigi Genovese
Luigi Genovese (Ucria, 19 dicembre 1925 – Messina, 26 luglio 2015) è stato un politico italiano, senatore per sei legislature consecutive dal 1972 al 1994.

## Biografia
Imprenditore, esponente della Democrazia Cristiana attivo in provincia di Messina, nel 1972 venne eletto per la prima volta al Senato della Repubblica, confermando il seggio consecutivamente fino alle elezioni del 1992; concluse il proprio mandato parlamentare nel 1994.
Era il padre del deputato di Forza Italia, Francantonio Genovese e il nonno del suo omonimo Luigi Genovese, eletto nel 2017 all'Ars.